# HKL M0
Die Baureihe M0 waren Doppeltriebwagen der Metro Helsinki und Finnlands erste U-Bahn-Serie. Von den Versuchstriebwagen stellte Valmet 1971 und 1972 drei Exemplare her. Der elektrische Teil wurde von Strömberg zugeliefert.

## Geschichte
Für die Metro Helsinki wurden im Oktober 1969 drei Doppeltriebwagen bestellt, die auf der zweigleisigen 2,8 km langen Teststrecke zwischen Roihupelto und Herttoniemi, die heute Teil des Netzes ist, ab Ende 1971 erprobt wurden.
Die Garnitur M1–M2 wurde am 10. November 1971 abgeliefert. M3–M4 und M5–M6 folgten 1972.
Der Wagenteil M1 brannte im Depot in Roihupelto am 27. Januar 1973 aus. Nach diesem Brand wurde beschlossen, dass die U-Bahnen keine leicht entflammbaren Stoffsitze haben dürfen. Der M2 wurde daraufhin ohne Motoren zum Tunnelprofil-Inspektionswagen umgebaut und im späten Frühjahr 1987 an Tattarisuo Arvon Metalli Oy zur Verschrottung verkauft.
Die beiden anderen M3–M4 und M5–M6 waren bis 1977 im Einsatz, bis die ersten Einheiten der Metro M100-Serie ihre Probefahrten begannen. Die M100 waren technologisch viel fortschrittlicher. Da beide Serien nicht kompatibel waren, wurde die Triebwagen der M0-Serie 1983 endgültig aus dem Betrieb genommen und 1988 verschrottet.
Die Baureihe war nie im Personenverkehr eingesetzt, außer bei einigen Probefahrten, bei denen der Fahrgastkomfort getestet wurde.

## Technik
Die Triebwagen wurden für führerlosen Automatikbetrieb vorbereitet, hatten jedoch auch einen Führerstand, und waren mit Zielanzeiger ausgestattet. Der für diese Triebwagen konzipierte Kurzschlussmotor mit Frequenzumrichter wurde später in Kernkraftwerken und in der Schifffahrtsindustrie eingesetzt. Die Züge waren mit automatischen Kupplungen versehen, um einen Betrieb als Dreiwagenzug zu ermöglichen. Geheizt wurde mit Warmluft, die von Widerständen erzeugt und mit Lüftern 30 mal pro Stunde im Wagen umgewälzt wurde. Die Versuchszüge verfügten über eine Thyristor-Chopper-Steuerung. Die Wagenkästen waren eine lichtbogengeschweißte Konstruktion aus Leichtmetallprofilen und -blechen. Jedes Zwei-Wagen-Set hatte ein anderes Innendesign, um unterschiedliche Innenräume zu testen. Zwei Einheiten mit zwei Wagen hatten gepolsterte Sitze (2+3), orange oder blau, und eine Einheit hatte Sitze (2+3) aus verstärktem Kunststoff. Die Beleuchtung wurde unterschiedlich platziert, um die beste Lösung zu finden.

## Verbleib
Die Züge M3–M6 wurden im Sommer 1983 auf einem Abstellgleis in Roihupelto hinterstellt. Das Gleis war vom Rest des Streckennetzes isoliert. M3–M4 wurde am 23. Juli 1987 zu Kuusakoski Oy in Hakkila zur Verschrottung abgefahren, M5–M6 folgte im Frühjahr 1988.
Der Führerstand des M3 wurde im Depot Roihupelto aufgestellt.